# Andreaea rigida
Andreaea rigida là một loài rêu trong họ Andreaeaceae. Loài này được Wilson mô tả khoa học đầu tiên năm 1859.